# Cerveza de Costa Rica
Costa Rica posee una fuerte industria cervecera centrada en Lagers producidas en masa. La cerveza Imperial, producida por Florida Ice & Farm Co. es conocida y asociada con Costa Rica en todo el mundo.
Debido a su ubicación geográfica, Costa Rica no puede cultivar la totalidad de la materia prima requerida para la producción de cerveza, lo que impide que la cerveza producida en el país sea producto alimenticio completamente local y depende en gran medida de las materias primas importadas.

## Historia
En febrero de 1852 se decretó el precio para la patente de una cervecería en cincuenta pesos. Para abril de 1856 en el periódico Boletín Oficial había anuncios de la Cerveza de Torres, una cerveza de cebada y lúpulo, de la casa comercial Joy & von Schröter, al precio de dos pesos, o catorce reales si se devolvía la botella. Más tarde, la misma cervecería produjo una cerveza oscura, pero este negocio cerró en 1861.
En 1867, James Hasland, británico, y Arthur Kopper, alemán, abrieron una cervecería en Cartago. Al año siguiente, 1868, el presidente de Costa Rica, José María Castro Madriz, solicitó a Karl Johanning que construyera una cervecería en San José, la cual era administrada por el estado como una empresa para buscar fondos debido a una crisis en la producción de café.
Para las dos últimas décadas del siglo XIX, al menos seis cervecerías producían cerveza en San José y Cartago, donde en 1885 Cervecería del León podía producir hasta 7500 botellas diarias. Cervecería Irazú era otra cervecería de la provincia de Cartago en ese momento.
José Traube Tichy, nacido y criado en Saaz de Bohemia (hoy Žatec en República Checa), fundó Cervecería Globo en el siglo 1888 en Cartago, que luego se trasladó a Cuesta de Moras en San José y se conoció como Cervecería y Refresquería Traube, y posteriormente se trasladó de nuevo a la margen del río Torres, para aprovechar sus aguas, donde pasó a llamarse Gran Cervecería Traube, durante muchos años la inclinada carretera donde se ubicaba se conocía como Cuesta de Traube y las mulas para transportar la cerveza fueron ampliamente reconocidas. Esta cervecería producía las cervezas Pilsen Traube, Selecta y Pájaro Azul.
El 16 de septiembre de 1908, los hermanos Rupert, Cecilio y Stanley Lindo Morales de Jamaica fundan en Siquirres, provincia de Limón, una empresa ubicada en una finca llamada La Florida, que hasta ese momento era una importante productora de hielo y otros productos agrícolas. Esta empresa se llamaba Florida Ice & Farm Co., inscrita en inglés debido al idioma nativo de sus fundadores, que era la lengua más común en el Caribe costarricense para ese entonces.
Florida Ice & Farm Co. adquirió Gran Cervecería Traube en 1912 con lo cual la empresa comenzó a elaborar sus propias cervezas, la cerveza ahora conocida como Pilsen es el legado de Pilsen Traube. En 1966 se cerró Gran Cervecería Traube.
En 1914 una familia inmigrante de España, encabezada por el Don Manuel Ortega, y sus hijos, Antonio, Eloy y Manuel, eran dueños de una fábrica de bebidas embotelladas que utilizaba aguas minerales de manantial de Salitral, en el cantón de Santa Ana, San José, y decidieron comenzar a elaborar las cervezas Imperial y Bavaria utilizando dicha fuente de agua. En 1957 Florida Ice & Farm Co. adquirió la cervecería Ortega, y continúa hasta la fecha con la producción de las cervezas Imperial y Bavaria.
En la década de 1930 se funda Cervecería Gambrinus, creada por inmigrantes europeos.
Cervecería Tropical, fundada y propiedad de inmigrantes cubanos elaboraba Cerveza Tropical, en 1977 Florida Ice & Farm Co. adquirió parte de la empresa, y finalmente la compró por completo en 1988, consolidando así la producción de cerveza en el país en una sola empresa.

## Cerveza artesanal en Costa Rica
Hasta principios del siglo XXI no existía una manera fácil de adquirir o degustar otro tipo de cerveza elaborada en Costa Rica que no fuera la producida por Florida Ice & Farm Co., lo que reducía los estilos disponibles a Lagers de escala industrial. La falta de ingredientes locales y leyes no muy claras que restringen el volumen de cerveza elaborada por individuos o pequeñas empresas, también fueron factores en la falta de variedad.
El ya desaparecido restaurante K&S en Curridabat, que abrió sus puertas en 1997, inició en su local la elaboración de cerveza artesanal para consumo general. Luego de cerrar el restaurante, continuaron con la producción de sus cervezas "Chivo Blanco" y "K&S Lager" hasta el 2009.
En 1998 en San José abre el brewpub Cabeza Grande, que luego cerraría está ubicación y reabrió a orillas del lago Arenal en 2010 como Lake Arenal Brewery, una "cervecería ecológica", así denominada por el uso de energía solar por parte de la cervecería para el 100% de sus operaciones de preparación, el uso de agua de manantial alimentada por gravedad y el reciclaje de granos usados para su granja orgánica.[cita requerida]
Posteriormente, en 2010, Costa Rica Craft Brewing Company catapultó la tendencia al producir sus propias marcas, "Segua" y "Libertas", con lo que en los años siguientes comenzaron a aparecer varias microcervecerías, muchas de ellas guiadas por la experiencia de residentes que provienen de los Estados Unidos.
Alrededor de 2012 algunas empresas como TicoBirra y La Bodega de Chema comenzaron a importar y vender a particulares los ingredientes necesarios (como malta, lúpulo o levadura), los equipos y herramientas, y también comenzaron a enseñar en talleres cómo elaborar cerveza. Esto aceleró la creación de nuevas cervecerías.
Desde 2012, el Festival de Cerveza Artesanal muestra las cervezas actuales en la escena de la cerveza artesanal de Costa Rica, marcando un crecimiento que va de los 400 asistentes en la primera aparición a alrededor de 3000 en la edición de 2014, que muestra el recién adquirido gusto por diferentes tipos de cervezas para los costarricenses.
Para 2014, el impacto de las microcervecerías en el mercado local impulsó a Florida Ice & Farm Co. a iniciar su propia división de cerveza artesanal, llamada La Micro Brewing Company.

## Disputas de marcas registradas
En 2013, la microcervecería El Búho Cervecería Artesanal, comenzó a vender su cerveza, "Búho", una cerveza estilo stout imperial, sin embargo, la marca no fue registrada. En 2014, la microcervecería filial de Florida Ice & Farm Co., La Micro Brewing Company, comenzó a producir y vender "Búho", una cerveza estilo bock, y registró el nombre de marca. Se produjo una disputa legal y la oficina de marcas de Costa Rica finalmente otorgó el nombre de marca registrada "Búho" a Florida Ice & Farm Co. Eventualmente Búho Cervecería Artesanal cambió su nombre a Bora Brewing Company.